# Langley (Slough)
Langley (Langley Marish) is een plaats in het bestuurlijke gebied Slough, in het Engelse graafschap Berkshire.